# A Funk Odyssey
A Funk Odyssey — пятый студийный альбом британской группы Jamiroquai, был выпущен в сентябре 2001 года на лейбле Sony BMG.

## Об альбоме
Собрав вместе элементы диско, фанка и электроники, альбом представлял собой пик мирового коммерческого успеха группы Jamiroquai, ставшей известной во многих странах. Также пластинка ознаменовала отход группы от традиционного джазового стиля. Также на обложке альбома впервые отсутствует символ группы — Buffalo Man.

## Список композиций
1. «Feel So Good» — 5:21
2. «Little L» — 4:55
3. «You Give Me Something» — 3:23
4. «Corner Of The Earth» — 5:40
5. «Love Foolosophy» — 3:45
6. «Stop Don't Panic» — 4:34
7. «Black Crow» — 4:02
8. «Main Vein» — 5:05
9. «Twenty Zero One» — 5:15
10. «Picture Of My Life» — 4:11
11. «So Good To Feel Real» (Hidden Track) — 2:14
12. «Do It Like We Used To Do» (European Bonus Track) — 6:49
13. «Deeper Underground» (Japanese Bonus Track) — 4:48

## Чарты
| Год  | Чарт           | Позиция |
| ---- | -------------- | ------- |
| 2001 | Австралия ARIA | 1       |
| 2002 | Австралия ARIA | 1       |